# Gildo Rizzato
Gildo Rizzato (Montagnana, 2 febbraio 1948) è un ex calciatore e dirigente sportivo italiano, ex patron e presidente dell'Abano Calcio.

## Carriera

### Giocatore
Dopo aver vestito la maglia del Legnago nel 1964 e nel 1966, gioca in Serie A con la SPAL nella stagione 1967-1968 disputando 7 partite. Debutta in massima serie il 5 novembre 1967 all'età di 19 anni in SPAL-Varese (1-3) e gioca la sua ultima partita il 14 aprile 1968 in Mantova-SPAL (0-1). Successivamente milita nella Triestina dove in due stagioni colleziona 29 presenze e 3 gol.
Sull'album dei calciatori Panini 1967-68 rimase "vittima" di un clamoroso errore: nella squadra della Spal è stampata la figurina a nome di "Gildo Rizzato", ma la fotografia è quella del compagno di squadra Ezio Vendrame.

### Dirigente
Dal 1991 al 2019 è stato in modo ininterrotto, salvo alcune stagioni, il patron e presidente dell'Abano Calcio. Proprio nel 2019, dopo essersi disimpegnato dalla società veneta, ne ha assunto la carica di presidente onorario.

## Imprenditoria
Dal 1977 al 1984, lavora per l'azienda Benotto Biciclette. Nel 1987 fonda G.R. Bike azienda di Padova, che commercializza articoli ed accessori per il ciclismo e per lo sport in generale.

## Palmarès

### Club

#### Competizioni nazionali
- Serie D: 2

Triestina: 1971-1972
Sangiovannese: 1973-1974